# Лида (тауншип, Миннесота)
Лида (англ. Lida) — тауншип в округе Оттер-Тейл, Миннесота, США. На 2000 год его население составило 697 человек.

## География
По данным Бюро переписи населения США площадь тауншипа составляет 92,3 км², из которых 53,4 км² занимает суша, а 38,9 км² — вода (42,14 %).

## Демография
По данным переписи населения 2000 года здесь находились 697 человек, 297 домохозяйств и 223 семьи.  Плотность населения —  13,1 чел./км².  На территории тауншипа расположено 976 построек со средней плотностью 18,3 построек на один квадратный километр. Расовый состав населения: 99,57 % белых, 0,29 % коренных американцев и 0,14 % приходится на две или более других рас. Испанцы или латиноамериканцы любой расы составляли 0,14 % от популяции тауншипа.
Из 297 домохозяйств в 24,9 % воспитывались дети до 18 лет, в 70,7 % проживали супружеские пары, в 1,3 % проживали незамужние женщины и в 24,6 % домохозяйств проживали несемейные люди. 21,2 % домохозяйств состояли из одного человека, при том 8,8 % из — одиноких пожилых людей старше 65 лет. Средний размер домохозяйства — 2,35, а семьи — 2,71 человека.
20,9 % населения — младше 18 лет, 4,2 % — в возрасте от 18 до 24 лет, 22,4 % — от 25 до 44, 32,9 % — от 45 до 64, и 19,7 % — старше 65 лет. Средний возраст — 47 лет. На каждые 100 женщин приходилось 102,0 мужчин.  На каждые 100 женщин старше 18 приходилось 110,3 мужчин.
Средний годовой доход домохозяйства составлял 42 222 доллара, а средний годовой доход семьи —  48 409 долларов. Средний доход мужчин —  35 288  долларов, в то время как у женщин — 22 396. Доход на душу населения составил 22 291 доллар. За чертой бедности находились 6,3 % семей и 7,1 % всего населения тауншипа, из которых 4,6 % младше 18 и 13,7 % старше 65 лет.